# Propalachia
Propalachia is een geslacht van vliesvleugeligen uit de familie Torymidae. De wetenschappelijke naam van dit geslacht is voor het eerst geldig gepubliceerd in 1978 door Boucek.

## Soorten
Het geslacht Propalachia omvat de volgende soorten:
- Propalachia beaveri Boucek, 1978
- Propalachia borneana Boucek, 1998
- Propalachia infumata Boucek, 1978